# حسن العمري (لاعب كرة قدم لبناني)
حسن العمري هو لاعب كرة قدم لبناني وألماني في مركز الدفاع، ولد في 11 أغسطس 1986 في برلين في ألمانيا. لعب مع دينامو برلين.

## وصلات خارجية
- حسن العمري على موقع قاعدة بيانات كرة القدم.إي يو (الإنجليزية)
- حسن العمري على موقع ناشيونال فوتبول تيمز (الإنجليزية)
- حسن العمري على موقع Soccerway.com (الإنجليزية)
- حسن العمري على موقع كووورة